# 허치슨 스쿨
허치슨 스쿨(Hutchison School)은 미국 테네시주 멤피스에 있는 사립 초중고등학교이다.

## 개교
이 학교는 1902년에 첫 개교되었다.

## 트리비아
대한민국 여성 가수 겸 뮤지컬배우 故 장덕이 1968년 8월에 전입학하여 이후 1969년 2월, 이 학교 초등부를 수료한 바 있다.